# Murfeld
Murfeld là một đô thị thuộc huyện Radkersburg thuộc bang Steiermark, nước Áo. Đô thị Murfeld có diện tích 24,22 km², dân số thời điểm năm 2005 là 1700 người.